# Engilbert de Clèves
Engilbert de Clèves, né le 26 septembre 1462 et mort le 21 novembre 1506, est un membre de la maison ducale de Clèves, fils de Jean Ier de Clèves et d'Élisabeth de Nevers. Il succède à son grand-père maternel Jean de Bourgogne comme comte de Nevers et comte d'Eu.

## Biographie
En 1481, il est envoyé avec une armée par son frère Jean II de Clèves pour soutenir la révolte des bourgeois d'Utrecht contre David de Bourgogne, prince-évêque d'Utrecht et s'empare de la ville. Il est proclamé ruwaart et protecteur des Terres d'Utrecht. Mais après le siège d'Utrecht, mené en 1483 par Maximilien Ier, le futur empereur, alors régent des États bourguignons, il doit abandonner la ville. Cette révolte fait partie des conflits civils qui déchirent les Pays-Bas pendant la décennie 1480.
À la mort de son grand-père maternel Jean de Bourgogne, le 25 septembre 1491, il lui succède comme comte de Nevers et comte d'Eu.
Il épouse le 23 février 1489 Charlotte de Bourbon-Vendôme (1474-1520), fille de Jean de Bourbon, comte de Vendôme et d'Isabelle de Beauvau. De cette union sont nés trois enfants :
- Charles (II) de Clèves († 1521), comte de Nevers et d'Eu, qui épouse sa cousine Marie d'Albret (1491-1549), comtesse de Rethel[2] : Parents de François, duc de Nevers ;
- Louis de Clèves (1494-1545), comte d'Auxerre, qui épouse Catherine d'Amboise, fille de Charles Ier d'Amboise et veuve de Christophe de Tournon et de Philibert de Beaujeu ;
- François de Clèves († 1545), abbé du Tréport et prieur de Saint-Éloi de Paris.

Il participe en 1494 à l'expédition de Naples, pendant la première guerre d'Italie, à la tête d'une troupe de 8 000 mercenaires suisses.
Il est enterré dans l'église du couvent des cordeliers de Nevers.